# Erich Schwarze
Rudolf Erich Schwarze (* 7. November 1897 in Leipzig; † 18. November 1964) war ein deutscher Veterinärmediziner und Hochschullehrer.

## Leben und Werk
Nach dem Schulbesuch studierte er ab 1920 Tiermedizin in Dresden und an der Universität Leipzig, wo er 1925 zum Dr. med. vet. promovierte. 1948 habilitierte er sich und wurde Professor mit Lehrstuhl für Veterinäranatomie an der Veterinärmedizinischen Fakultät der Universität Leipzig. 1951 wechselte er auf den Lehrstuhl für Veterinärphysiologie. 1963 wurde er emeritiert und starb ein Jahr später.
Bekannt wurde er vor allem durch das unter Mitarbeit von Lothar Schröder ab 1960 herausgegebene Kompendium der Veterinär-Anatomie.

## Schriften (Auswahl)
- Geschichtliches über die Aetiologie und Therapie der Coenurosis ovis mit besonderer Berücksichtigung der operativen Behandlung. 1925.
- Zur Biologie eines bei Ferkelsterben gefundenen Streptokokkus. In: Centralblatt für Bakteriologie, Parasitenkunde und Infektionskrankheiten, I. Abteilung, Bd. 101, 1926.
- Ober Bau und Leistung der Milzkapsel unserer Haussäugetiere. In: Berliner Tierärtzl. Wschr. 1937.
- Die "Sphinkter"-Muskulatur der Ohrmuschel bei Hund, Pferd, Rind und Schwein. In: Anatomischer Anzeiger 83 (1937), S. 354–367.
- (unter Mitarbeit von Lothar Schröder): Kompendium der Veterinär-Anatomie. Bd. 1 Einführung in die Veterinär-Anatomie, Bewegungsapparat. Fischer, Jena 1960.
- (unter Mitarbeit von Lothar Schröder): Kompendium der Veterinär-Anatomie. Bd. 2 Eingeweidesystem. Fischer, Jena 1962.
- (unter Mitarbeit von Lothar Schröder): Kompendium der Veterinär-Anatomie. Bd. 3 Kreislaufapparat, äußere Haut . Fischer, Jena 1964.
- (unter Mitarbeit von Lothar Schröder): Kompendium der Geflügelanatomie, 3., überarb. Aufl., Fischer, Stuttgart, New York 1979.
- (unter Mitarbeit von Lothar Schröder): Kompendium der Geflügelanatomie, 4., überarb. Aufl., Fischer Jena 1985.